# Аранбуру, Алекс
Александр («Aлекс») Аранбуру Деба (исп. Alexander Aranburu Deba); (род. 19 сентября 1995, Эскиога-Ичасо, Страна Басков) — испанский профессиональный шоссейный велогонщик, выступающий с 2020 года за команду мирового тура «Astana Pro Team».

## Карьера
Алекс Аранбуру в 2017-2019 выступал за испанскую  проконтинентальную  команду Caja Rural-Seguros RGA. На Вуэльта Испании 2019  стал одним из самых активных гонщиков, добившись двух вторых мест на различных этапах.  Отлично зарекомендовал себя в однодневных гонках, но добивается высоких результатов и в многодневках. Несмотря на молодость, на счету спортсмена уже ряд серьезных результатов. В 2018 он победил на Туре Гечо и стал 5-м в общем зачете Тура Норвегии. В сезоне 2019 года он выигрывал этапы на Вуэльта Бургоса и Вуэльта Мадрида. В 2019 году заключил контракт с Astana Pro Team, соглашение между командой и гонщиком рассчитано на два следующих года (2020 и 2021).  

## Достижения
2013
1-й  Чемпион Испании - Групповая гонка (юниоры)
2014
2-й San Bartolomé Sari Nagusia U23
3-й Oñati Proba U23
2015
1-й Xanisteban Saria
1-й — Этап 4 Вуэльта Паленсии U23
1-й Oñati Proba U23
2-й Premio Primavera
2018
1-й Тур Гечо
5-й Тур Норвегии — Генеральная классификация
10-й Вуэльта Кастилии и Леона — Генеральная классификация
2019
1-й — Этап 2 Вуэльта Мадрида
1-й — Этап 4 Вуэльта Бургоса
2-й Тур Гечо

## Статистика выступлений

### Гранд-туры
| Гранд-тур       | 2018 | 2019 |
| --------------- | ---- | ---- |
| Джиро д’Италия  | —    | —    |
| Тур де Франс    | —    | —    |
| Вуэльта Испании | 108  | 94   |

| —  | Не участвовал  |
| НФ | Не финишировал |